# Ocho piezas para piano op. 76

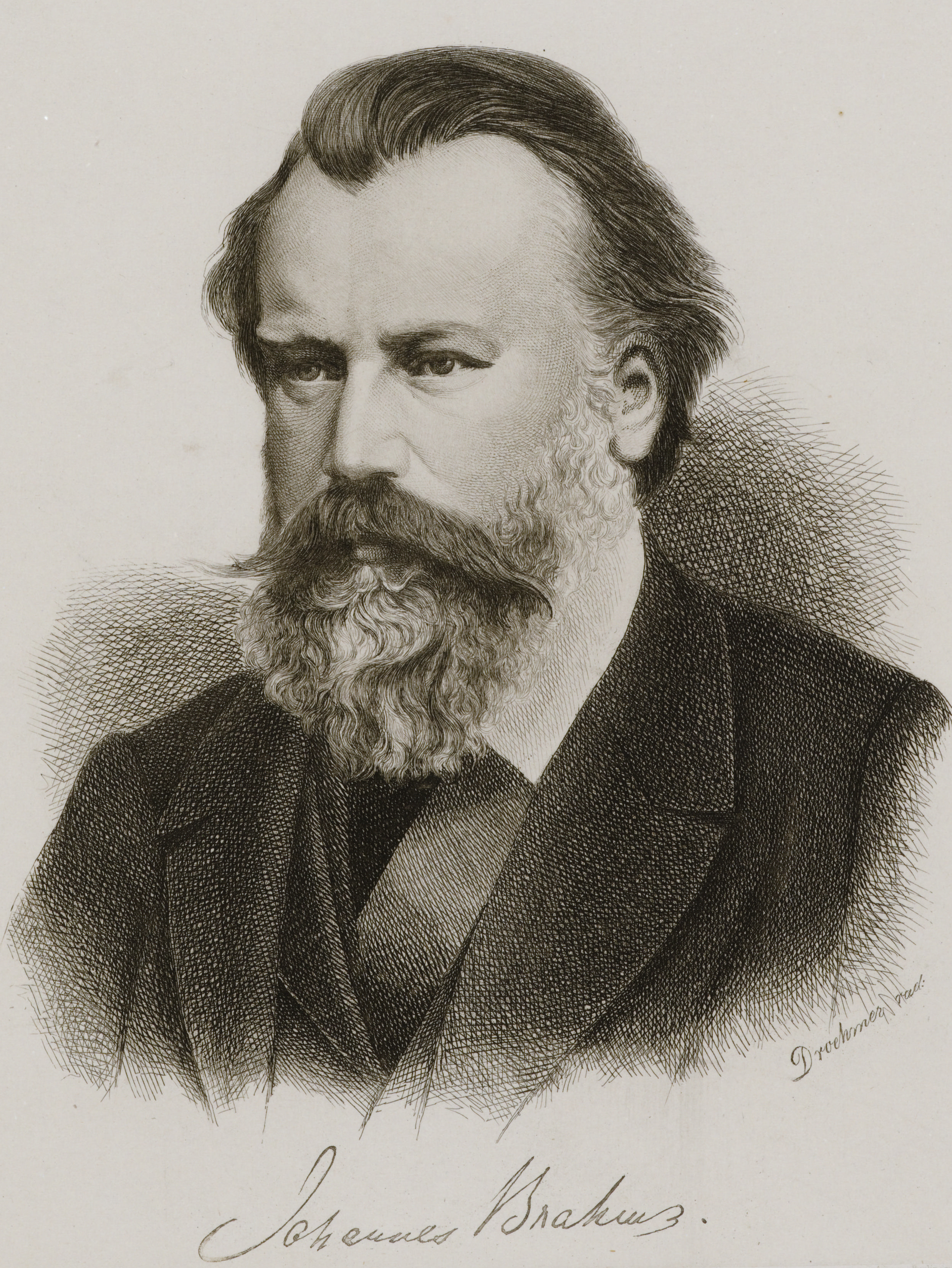
Johannes Brahms (1882)

Las 8 piezas para piano Op. 76 de Johannes Brahms comprenden cuatro capriccios e intermezzi. Con su colección de piezas de carácter, publicada en febrero de 1879, Brahms resurgió tras una larga ausencia con unas obras para piano solo, que se estrenaron el 29 de octubre de 1879 por Hans von Bülow en Berlín. Si bien ya había compuesto el primer capriccio en 1871, escribió las piezas restantes en Pörtschach am Wörther See en 1878.

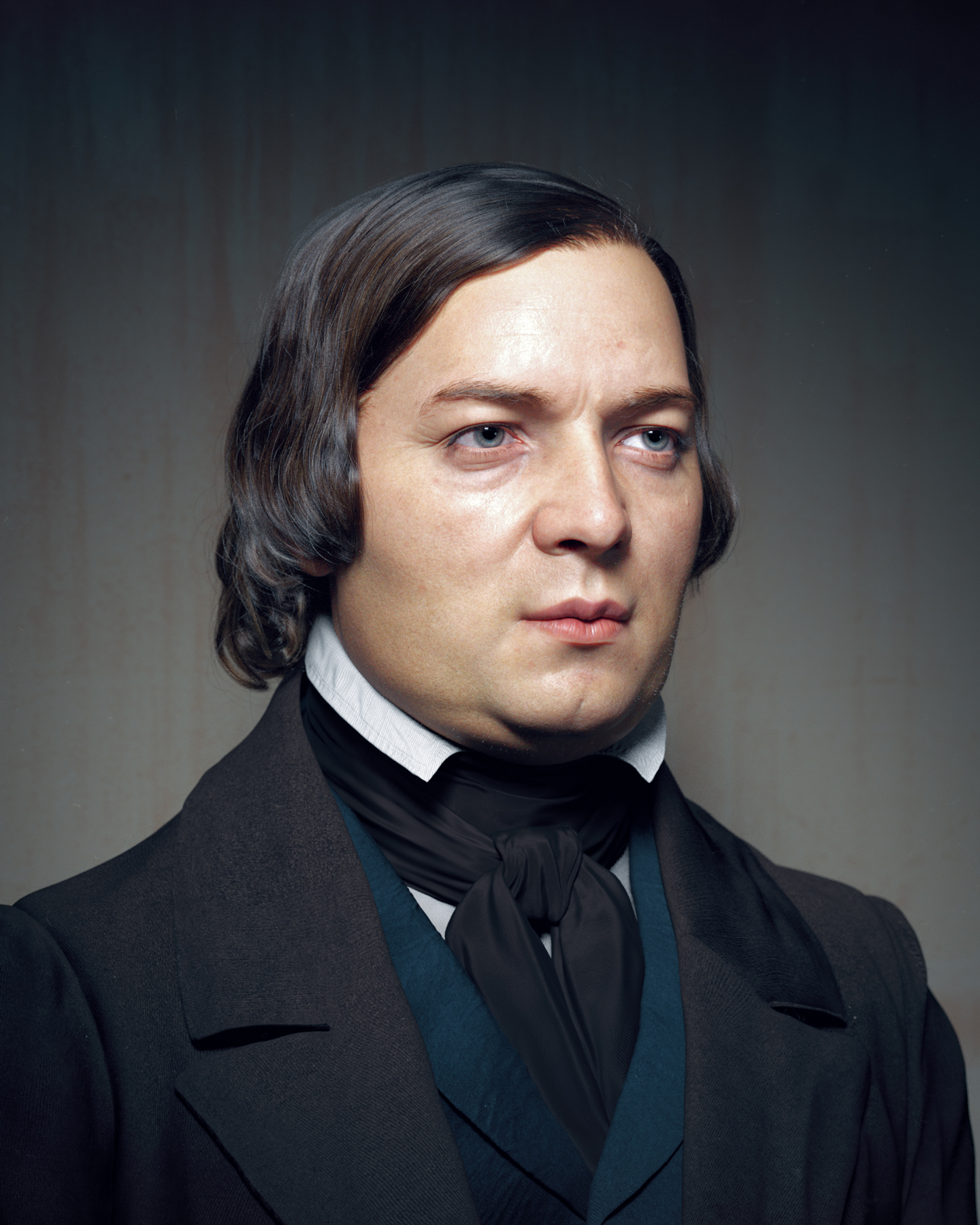
Robert Schumann

La colección, originalmente dividida en dos volúmenes, muestra las influencias de Robert Schumann y Frédéric Chopin, cuyas ediciones completas en la editorial Breitkopf & Härtel Brahms estaban a su cargo en ese momento. De forma condensada, las piezas en su mayoría a tres voces ya apuntan al estilo tardío interiorizado de las opus 116 a 119, cuyas características incluyen una escritura pianística compleja, el cromatismo y los refinamientos rítmicos.

## Análisis musical
Las dos formas difieren significativamente en términos de tempos y marcas de interpretación, dinámica y carácter. Los capriccios prefieren un tempo rápido y son enérgicos, dinámicos y a veces apasionados, los intermezzi por contra son más lentos y de expresión más sobria.
Descripción general
1. Capriccio en fa sostenido menor (6/8, Un poco agitato, inquietamente movido)
2. Capriccio en si menor (2/4, Allegretto non troppo)
3. Intermezzo en la bemol mayor (alla breve, Grazioso, elegante, expresivo)
4. Intermezzo en si bemol mayor (2/4, Allegretto grazioso)
5. Capriccio en do sostenido menor (6/8, Agitato, ma non troppo presto. Muy emocionado, pero no demasiado rápido)
6. Intermezzo en la mayor (2/4, Andante con moto. Suavemente movido)
7. Intermezzo en la menor (alla breve, Moderato semplice)
8. Capriccio en do mayor (6/4, Grazioso ed un poco vivace. graciosamente animado)

### 1. Capriccio en fa sostenido menor (6/8,Un poco agitato, inquietamente movido)
En el primer capriccio, parecido a una balada, las manos alternas tejen un tapiz inquieto y amenazante de sonido de semicorcheas que fluyen, que se alza en ondas y terminan en un radiante remolino agudo en do mayor. Desde el compás 14 comienza una melancólica cantilena, que recuerda a la cuarta balada op.10 y en el que el acompañamiento mantiene el movimiento fluido. Hay enredos polirrítmicos y pasajes que ya se extienden sobre seis octavas en el compás 9.

### 2. Capriccio en si menor (2/4,Allegretto non troppo)
La segunda pieza es probablemente la más popular y pegadiza de la colección. Con sus motivos afinados a la húngara y el staccato casi continuo, que también se aplica al acompañamiento y que forma un contraste anímico con el patetismo del precedente A partir de la línea cromática descendente del bajo, Brahms también desarrolla un contrapunto y proporciona material para otras variaciones; el motivo se encuentra de nuevo al final de la pieza en la voz superior. Con la línea cromática descendente del bajo, Brahms también desarrolla un contrapunto y proporciona material para más variaciones, en el sentido de que el motivo se encuentra nuevamente en la voz superior hacia el final de la pieza.

### 3. Intermezzo en la bemol mayor (alla breve,Grazioso, elegante, expresivo)
El primer intermezzo de la colección se destaca del ajetreo burlesco de la pieza anterior y forma así un contrapunto lírico. La designación grazioso, que Brahms también usa para la siguiente pieza, apunta a la melancolía contenida que impregna la obra. Un tema descendente de cinco compases se desarrolla sobre un pizzicato y un acompañamiento de corchea similar a un laúd, una técnica también utilizada por Brahms en la sección central de su última Rapsodia de las Piezas para piano op.119. El desarrollo sincopado de la melodía, que está arpegiada en algunos lugares, hace que la pieza sea poco atractiva y conduce a una sutil tensión interior.

### 4. Intermezzo en si bemol mayor (2/4,Allegretto grazioso)
La melodía schumanniana del intermezzo de tres partes en si bemol mayor tiene una secuencia de tonos igual a la del ciclo de baile poético Carnaval. La relajada línea melódica se oscurece a partir del compás 12 y da paso a un pasaje nervioso de terceras y sextas en sol menor, típico de la escritura pianística de Brahms. En la sección media melancólica, a veces polifónica, parecida a un desarrollo, Brahms combina varias voces en una secuencia de novenas y séptimas.

### 5 Capriccio en do sostenido menor (6/8,Agitato, ma non troppo presto.Muy emocionado, pero no demasiado rápido)
El siguiente capriccio en Do sostenido menor es como un rondó y sorprende con sus características dramáticas y la potencia sonora masiva. La mano derecha toca una melodía diatónica que se eleva en cuartas y una octava cromática, dando como resultado un movimiento paralelo de sextas. Mientras que la melodía se mueve en tiempo de ¾, el acompañamiento de bajo sigue el compás dado de 6/8, lo que de nuevo conduce a efectos polirrítmicos. La coda corta, dinámica y agógica anticipa el patetismo y la escritura pianística de Serguéi Rajmáninov con sus acordes agrupados, como se puede ver en el famoso Preludio en do sostenido menor.

### 6. Intermezzo en la mayor (2/4,Andante con moto.Suavemente movido)
El sexto intermezzo ondulante está determinado por un conflicto entre tresillos y movimiento doble que recorre toda la pieza. Con su arrebatadora melodía, la entusiasta sección central en fa sostenido menor, rítmica y armónica anticipa la del segundo intermezzo en la mayor (Andante teneramente) de su Op.118. En la coda corta del compás 83 Brahms deja esta melodía –ahora en mayor–  y la enriquece con acordes arpegiados con armonías íntimas y encantadoras.

### 7. Intermezzo en la menor (alla breve,Moderato semplice)
El Intermezzo n.° 7 comienza con un gesto narrativo y recuerda el comienzo sombrío de la primera balada en re menor del op.10, mientras que su sencilla melodía de estilo folclórico recuerda al Nocturno en fa menor, op.55 de Chopin.

### 8. Capriccio en do mayor (6/4,Grazioso ed un poco vivace.graciosamente animado)
Brahms cierra su colección con un capriccio en do mayor animado y comparativamente brillante. El tema sincopado varía los temas de la pieza anterior. En la sección central, los movimientos fluidos de corcheas de ambas manos se fusionan en una cadena de acordes de la mano derecha. En el curso posterior, las tensiones armónicas (por ejemplo, en el compás 48) y el desarrollo agógico de la coda del compás 61 son sorprendentes.

## Aparición dentro de la etapa intermedia
Estas piezas para piano aparecieron después de que Brahms no hubiera escrito más obras independientes para piano solo durante un largo período de tiempo. Después de las Variaciones sobre un tema de Paganini publicadas en 1866, los Valses para piano a cuatro manos op. 39 y la primera parte de las Danzas húngaras, que inicialmente también se escribieron para cuatro manos, hizo una larga pausa en la publicación en este campo, que terminó con la publicación de estas piezas en 1879. Para Andrea Bonatta, esto demuestra lo difícil que fue para Brahms encontrar nuevos medios de expresión después de explorar las virtuosas Variaciones y fuga sobre un tema de Haendel.
Para el pianista, músico de cámara y lector a primera vista, esta etapa no significó que abandonara por completo el piano. Además de los Valses y las danzas húngaras, también escribió la Sonata para piano y violoncello op 38, el Vals de la canción de amor op.52, la versión para dos pianos de sus Variaciones sobre un tema de Haydn op. 56b, el Cuarteto con piano n.° 3 en do menor, op.60 y las Nuevas canciones de amor op. 65 . En 1878 también comenzó a trabajar en su segundo concierto sinfónico para piano en si bemol mayor; el piano juega así un papel importante en la música de cámara y más tarde en la música de concierto del compositor en esta etapa intermedia de su vida.

## Influencia y elección del título
La colección revela modelos históricos que Brahms trató en ese momento como parte de sus actividades organizativas y filológicas. El segundo capriccio en si menor, bastante popular, se basa en clave, ritmo y carácter en la duodécima pieza del Davidsbündlertänze  de su mentor Schumann y parafrasea el comienzo del modelo.
Si bien Theodor Billroth creía que reconocía "un carácter casi deliberadamente parecido a Schumann" en la séptima pieza parecida a una balada y para él encarnaba el "recuerdo del primer período de Schumann". Constantin Floros, por su parte, muestra la proximidad motívica con la primera pieza del ciclo pianístico Kinderszenen de Schumann, cuyo esquema estructural también se encuentra en ella.
Además de la influencia de Schumann y Chopin en el Op. 76 también la investigación destaca la importancia general de la música para teclado de François Couperin en el desarrollo compositivo de Brahms. Había publicado sus Pièces de Clavecin, Livres I/II como parte de los Monumentos de la música dirigidos por Friedrich Chrysander y más tarde se interesó cada vez más por la música de Couperin.
Al principio, Brahms no sabía cómo nombrar a las piezas individuales y le escribió a su editor Fritz Simrock: "¿Conoces un título? ... ¿se te ocurre alguno? Caprichos, intermezzi o fantasías serían lo correcto si fuera por los diferentes finales." Brahms admitió a Simrock que "en realidad no tenía nada claro" el título. Antes de la versión impresa de las últimas piezas para piano op. 118 y 119 también vaciló entre las designaciones "fantasías" y "piezas para piano". Simrock trató de persuadirlo para que eligiera un "título general significativo", a lo que Brahms reaccionó negativamente: "Desafortunadamente, esta vez no pudo decir monólogos o improvisaciones en absoluto…Probablemente no quede nada más que piezas para piano." Como explica Katrin Eich, Brahms quería una “neutralidad relativa” de los títulos para evitar la sobrepoetización y la formación de asociaciones mentales sobre su música.